# Rutulere
Rutulere (rutulsk: Myhabyr/Мыхабыр) er en indfødt etnisk gruppe i Nordkaukasus. Rutulere kalder sig for Myhabyr. Størstedelen af det rutulske folk bor i den russiske delstat Dagestan, men de bor også i andre dele af Rusland, særligt i Stavropol kraj og i Moskva. Deres sprog, rutulsk, tilhører de nordkaukasusiske sprog og de fleste rutuler er sunnimuslimer.

## Geografisk fordeling
Ifølge folketællingen 2002 boede der 29.929 i Rusland, heraf i Dagestan: 24.300
Ifølge folketællingen i 2010 boede der 35.240 rutulere i Rusland, heraf i Dagestan 27.849 (1,0% ef befolkningen). Officielle oplysninger fra Aserbajdsjan foreligger ikke, men skønsmæssigt bor her 900 rutulere.
De fleste rutulere bor i delrepublikken Dagestan i Rusland og Aserbajdsjan. Der findes også betydelige rutulske befolkninger i andre dele af Rusland, især i Stavropol kraj, Rostov oblast og Moskva.
Bortset fra Rusland findes der også rutulske diasporabefolkninger i Tyrkiet og Syrien. De fleste af disse er efterkommere af personer, som måtte forlade Dagestan under Kaukasuskrigene, som førte til, at Dagestan blev annekteret af Det russiske kejserrige omkring 1864.

## Religion
Rutulere er muslimer (sunni islam).